# Vester Velling Kirke
Vester Velling Kirke ligger i landsbyen Vester Velling ca. 12 km vest for Randers i Region Midtjylland.

## Eksterne kilder og henvisninger
- Vester Velling Kirke på KortTilKirken.dk

- Wikimedia Commons har flere filer relateret til Vester Velling Kirke